# Volkswagen Jetta
El Volkswagen Jetta es un automóvil del segmento C, producido por el fabricante alemán Volkswagen desde 1979. El Jetta existe en versiones sedán y familiar (familiar Variant); era una variante del Volkswagen Golf (hasta el A6/Golf VI). Hasta 2019, a lo largo de todas sus generaciones se han fabricado 6 millones de unidades.
Actualmente, el Jetta abarca siete generaciones (en Europa, sólo seis), todas han sido comercializadas bajo ese nombre en América del Norte y Sudáfrica. En Europa, la tercera generación fue denominada Vento, y la cuarta se llamó Bora. En México, solamente la primera generación se llamó Atlantic, y la quinta Bora, debido a que la cuarta generación continuaba en producción para ese momento, y retuvo el nombre Jetta, cuando se lanzó la sexta generación, esta recuperó el nombre  de "Jetta", mientras que la cuarta generación recibió el nombre de Clásico a partir del 2011, misma que se mantuvo en producción hasta 2015.  
En toda Sudamérica, con excepción de Colombia, la cuarta generación fue vendida con el nombre de Bora, siguiendo en venta en ese mercado, aun después de la aparición de la quinta y sexta generaciones, que en determinados países volvió a recuperar la denominación Jetta. En Chile  y Perú a la tercera generación, y en Argentina, y Uruguay, a la quinta y sexta generaciones se las denomina Vento, debido a que el nombre Jetta, se pronuncia fonéticamente «yeta», palabra que en estos tres países significa «mala suerte» (la «J» si se la lee con fonética inglesa en el castellano rioplatense, se pronunciaría como /SH/). Por una razón similar, en España también cambió de nombre, pues «jeta» es la cara del cerdo, y en lenguaje vulgar, «caradura». En Colombia, todas las generaciones de este auto han llevado el nombre Jetta, excepto la tercera que fue denominada Vento.
El Jetta fue ideado para el mercado estadounidense, ya que en esa región los sedanes y familiares son más populares que los hatchback. Similarmente, en México y Sudáfrica el Jetta permanece más popular que el Golf (lo inverso que en Europa, donde suelen ser más populares los hatchback). 
En México, el Jetta siempre ha sido uno de los Sedanes más conocidos y vendidos, siendo durante varios años el “Best-Seller” de la marca alemana en México. Este vehículo ha sido producido en la planta Volkswagen de Puebla en sus siete generaciones, iniciando su producción en 1981, casi a la par de su lanzamiento en Alemania, el cual se produjo en 1979.
Históricamente, el Jetta ha compartido la mayoría de sus componentes mecánicos e interiores con el Golf de la generación correspondiente, básicamente la diferencia siempre ha radicado en la incorporación del tercer volumen.

## Generaciones
|                             |
| Atlantic/Jetta A1 1979-1984 |

|                    |
| Jetta A2 1984-2013 |

|                          |
| Vento/Jetta A3 1991-1999 |

|                         |
| Bora/Jetta A4 1999-2015 |

|                                  |
| Bora/Jetta A5/Vento A2 2005-2012 |

|                                                |
| Jetta A6/Jetta bicentenario/Vento A3 2010-2018 |

| |
| Jetta A7/Vento A5 2018-presente A diferencia de la generación anterior, en Europa ya no se ofrece este modelo. |

## Otras versiones

### Volkswagen Bora Night 2013-presente (China)
El Volkswagen Bora debutó en el Salón del Automóvil de Chengdu, en agosto del año pasado y la producción comenzó en noviembre en la FAW-Volkswagen empresa conjunta. Dos motores: un 1.4 o 1.6 con 89 cv 109 cv tanto con acoplado a una transmisión manual de cinco velocidades o una automática de seis velocidades.

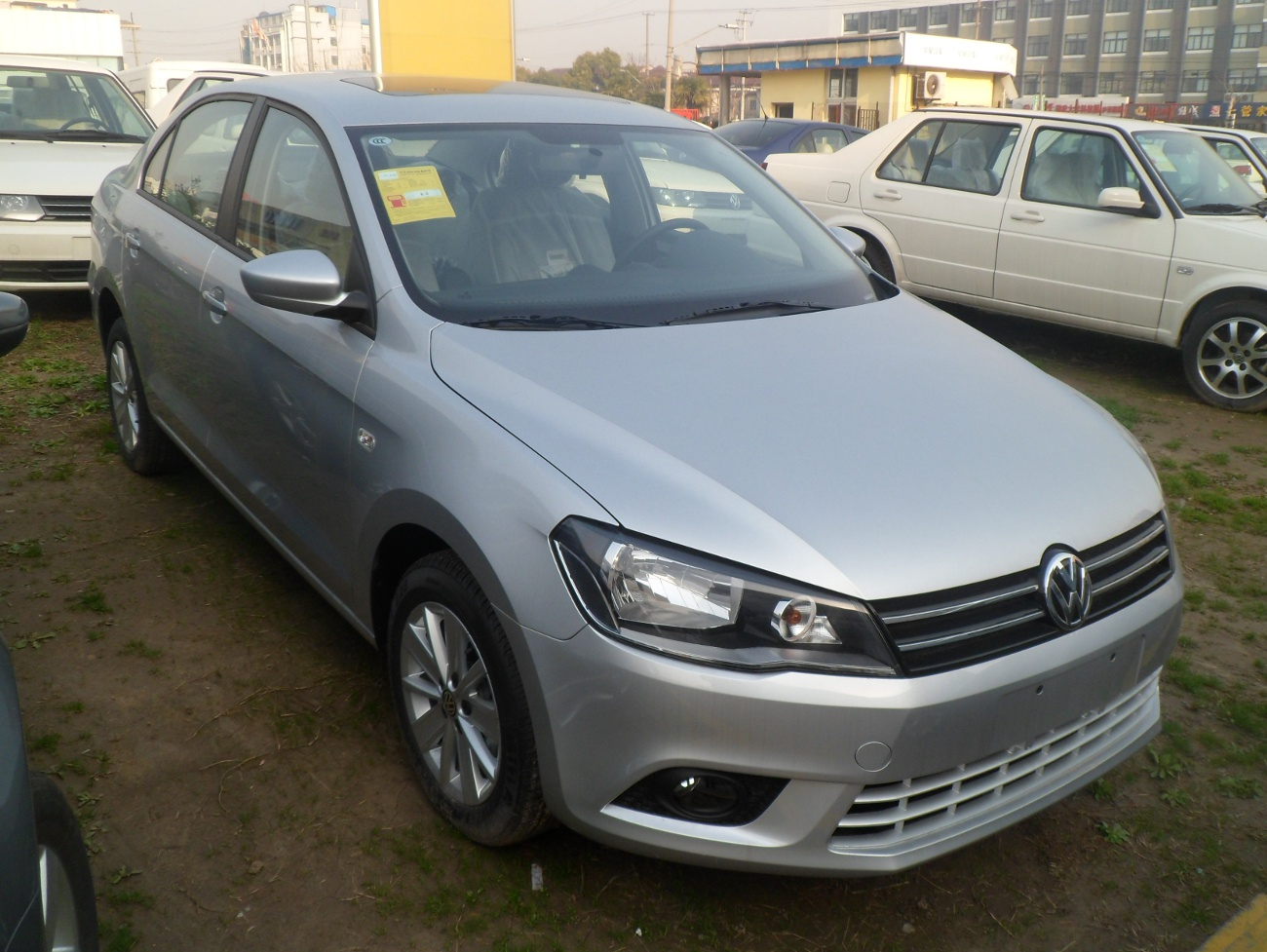
Vista frontal del Bora Night 2013
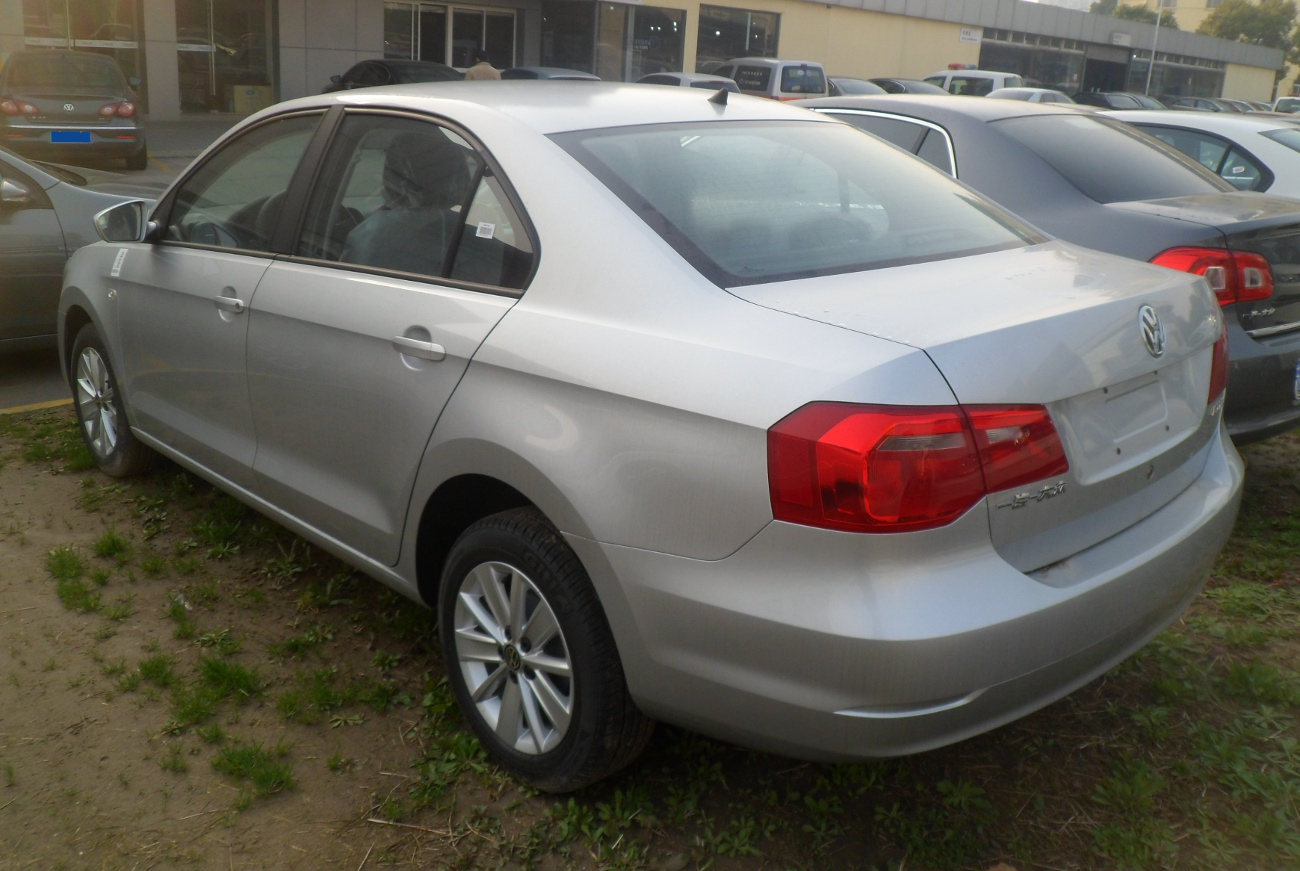
Vista trasera del Bora Night 2013

### Volkswagen Jetta CC / Lamando (China)
En enero de 2010 en el NAIAS fue presentado en Detroit, un concept con base del Jetta en versión 2 puertas denominado como Volkswagen New Compact Cupé (NCC), con una mecánica híbrida. Unos años después en el Salón de Beijing 2014 se presenta otro prototipo de Volkswagen denominado NMC New Midsize Cupé que anticipa las líneas del futuro Volkswagen Jetta CC, está desarrollado bajo la plataforma MQB, con una carrocería de 4 puertas, unos meses después en el Salón de Chengdu 2014 se presenta un modelo más avanzado denominado Volkswagen Lamando, nombre que usara en el mercado chino.

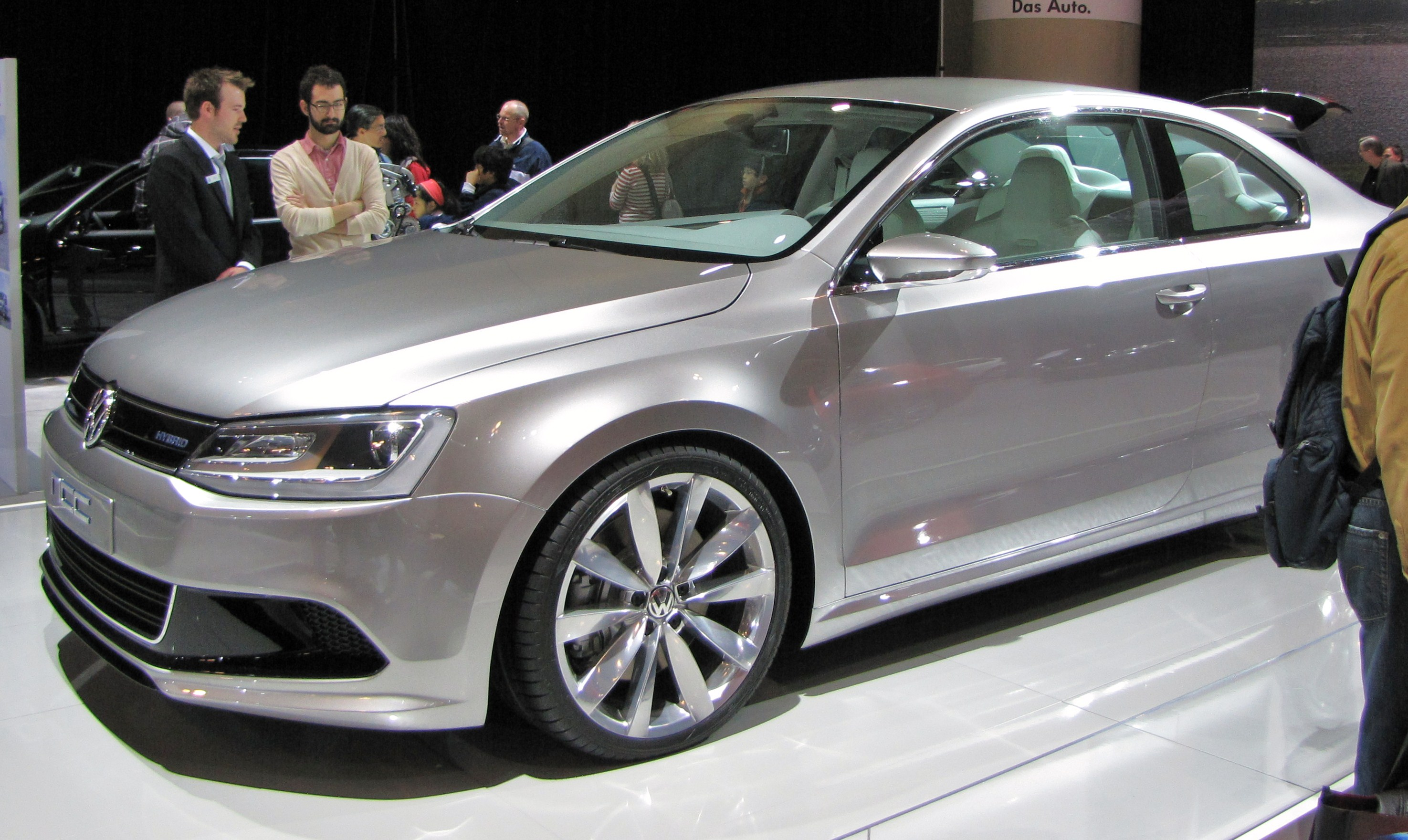
Volkswagen New Compact Concept Coupé
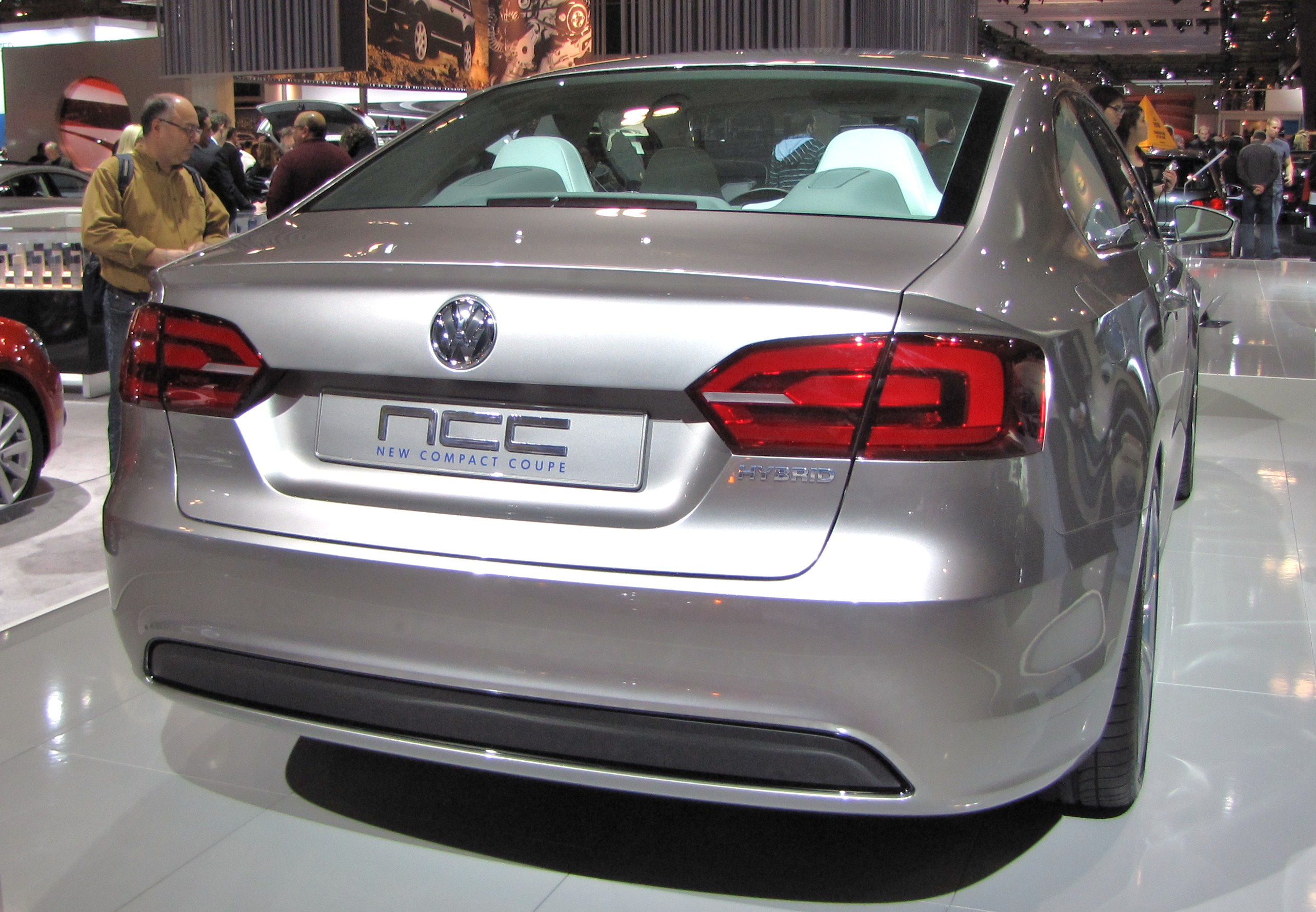
Volkswagen New Compact Concept Coupé (visión trasera)

### Con otras propulsiones

#### Híbrido eléctrico
Volkswagen produce una versión híbrida eléctrica a partir de la 5.ª generación. Esta versión híbrida ya existía desde noviembre de 2012 en EE. UU. y Canadá.
El Jetta híbrido tiene 170 CV, obtenidos de un motor de gasolina de 150 CV y otro eléctrico de 27 CV (de este, Volkswagen dice que es el mismo que tiene el Volkswagen XL1). El consumo medio homologado es 4,1 l/100 km, solo 0,2 litros más que un Toyota Prius que es claramente menos potente (136 CV) y logra peores prestaciones.

#### A hidrógeno
En 2001, en la edición 18 de la Exposición y Simposium Internacional de Propulsión eléctrica en Berlín Volkswagen lanzó 2 modelos ecológicamente amigables, el Bora HyMotion y el Bora Electric.
El Bora HyMotion fue un Jetta de 4.ª generación impulsado por una célula de combustible de 75 kW. la cual podía acelerar de 0 a 100 km./h en 12.5 s. Con un tanque criogénico de hidrógeno lleno de 49 litros podía recorrer hasta 350 km (220 Mi.). Su velocidad tope fue de 140 km/h (87 MPH.)
En 2002 Volkswagen junto con el Instituto Paul Scherrer lanzó otro auto de hidrógeno llamado Bora Hy-Power el cual estaba impulsado por hidrógeno comprimido a 320 bares de presión o 4600 psi. Tuvo un rendimiento similar al anterior HyMotion con una planta de poder de 75 kW.(100 Hp.) Una característica especial de este auto fue un supercondensador de 60 kW. que podía aumentar su poder bajo demanda así como la recuperación de energía cuando fuese a velocidad de crucero.

#### Biocombustible

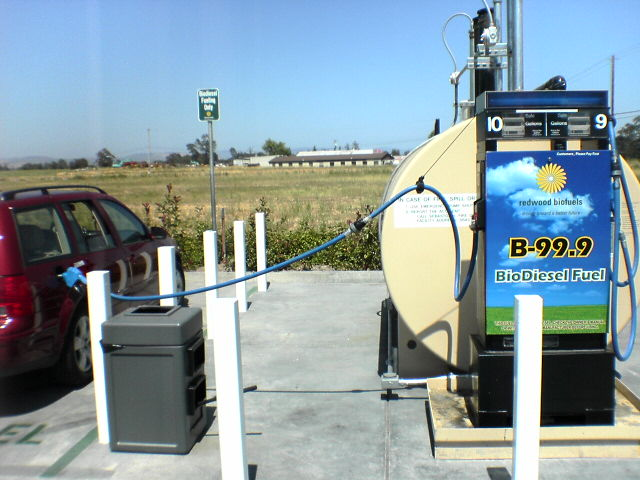
un Jetta Variant TDI Siendo llenado con Biodiésel Puro

En 1991 Volkswagen lanzó al mercado el modelo Jetta Multifuel en primer lugar al gobierno del estado de california y Nueva York, y después por un tiempo limitado fue vendido al público en esos mismos estados. Estos son el ejemplo de un vehículo de combustible flexible que puede operar con Gasolina Pura(E0), Etanol(E85) o una mezcla de ambos, aún pueden verse estos Jetta en circulación.
Volkswagen aprueba que sus Jetta TDI puedan funcionar con una mezcla de B5 de biodiésel, en ciertas ocasiones la máquina puede correr con altos porcentajes de biodiésel, particularmente en los meses cálidos. Sin embargo, si la unidad experimenta una falla Volkswagen puede no cubrir la garantía si se usa combustible no aprobado.
Algunos propietarios han convertido sus vehículos a diésel para poder usar aceite vegetal usado como combustible, hay una percepción errónea en la cual solamente los vehículos con inyección indirecta a diésel pueden usar este mismo, pero en años recientes los pioneros en la industria del combustible alternativo ha desarrollado sistemas para motores de inyección directa. Este mismo puede ser obtenido de muchos restaurantes de comida rápida por una cuota mínima (si es que hay una), pero también hay pocos reportes de un daño catastrófico después de usar aceite vegetal usado. Usando el auto con biocombustible de cualquier tipo tiene la ventaja de ser parcialmente neutral en cuestión de emisiones de carbono.
Volkswagen incluso lanzó al mercado un Bora TDI El cual fue impulsado por un combustible denominado SunFuel, un combustible sintético alternativo desarrollado en asociación con Royal Dutch Shell. La compañía incluso mostró el Bora TDI impulsado por SunDiesel que VW incluso desarrolló con DaimlerChrysler junto con Choren Industries.
El uso de 2 mezclas populares de biodiésel, que son realmente puras como B80 Y B100, no está recomendado para los motores TDI estadounidenses de 2009 a 2010.

#### Vehículo Eléctrico
En los 80 Volkswagen lanzó un vehículo de este modelo de producción limitada con propulsión eléctrica denominado Jetta CitySTROMER. Este mismo tenía un motor de 24.8 HP, después aumentado a 37.5 HP con un rango de 190 km por carga (tiempo después aumentado a 190 km por carga y en una última a 250 km por cada recarga de batería).
El siguiente vehículo de concepto fue llamado Bora Electric, tenía un rendimiento de poder variable de acuerdo con las condiciones de operación. Este mismo podía acelerar de 0 a 100 km/h en 10 segundos con un rango aproximado de 160 km por carga. La energía necesaria para el vehículo provenía de baterías de Iones de Litio; se había notado que su posibilidad de éxito podía ser limitada en el mercado debido al alto costo del sistema eléctrico de tracción.